# Fernando Buesa Arena
Fernando Buesa Arena este o arenă acoperită multifuncțională din Vitoria-Gasteiz, Spania. Este folosită în principal pentru baschet și este locul unde își desfășoară meciurile de pe teren propriu echipa de baschet Saski Baskonia.

## Istorie
Istoria și evoluția acestei incinte de sport e strâns legată de beneficiarul său principal, echipa de baschet Saski Baskonia. 
Capacitatea arenei, pentru baschet, este de până la 15.504 de locuri. Lucrări pentru a mări capacitatea arenei de la 9.923 la 15.504 de locuri au început în martie 2011 și s-au încheiat în aprilie 2012.
Buesa Arena a depășit recordul de asistență la data de 3 ianuarie 2016 la meciul de baschet dintre Saski Baskonia și Real Madrid, meci la care au asistat 15.544 spectatori.

## Evenimente majore
Arena a găzduit finala Cupei Saporta din 1996, finală în care echipa locală Saski Baskonia a câștigat titlul și finala Eurocup 2010.
Turneul Final 8 al Cupei Regelui  a fost jucat de patru ori pe Buesa Arena (2000, 2002, 2008 și 2013).
La data de 9 aprilie 2012, la jocul dintre Caja Laboral și Real Madrid, Fernando Buesa Arena a înregistrat recordul de prezență într-un meci de baschet din Liga ACB cu 15.504 de spectatori.
Arena a găzduit în 2014 Euskalgym, unul dintre cele mai mari evenimente de gală din lume în gimnastică ritmică, lucru reeditat în 2015. 
La data de 3 ianuarie 2016, la meciul de baschet dintre Saski Baskonia și Real Madrid, Fernando Buesa Arena a înregistrat un nou record de prezență într-un meci de baschet din Liga ACB cu 15.544 de spectatori.

## Asistență
Aceasta este o listă de prezențe pe Fernando Buesa Arena la meciuri din liga spaniolă de baschet și din Euroliga de când s-au încheiat lucrările de extindere.
| Liga ACB | Liga ACB | Liga ACB | Liga ACB | Liga ACB |         | Euroleague                                  | Euroleague                                  | Euroleague                                  | Euroleague                                  | Euroleague |
| Sezon    | Total    | Max      | Min      | Medie    | Sezon   | Total                                       | Max                                         | Min                                         | Medie                                       |            |
| -------- | -------- | -------- | -------- | -------- | ------- | ------------------------------------------- | ------------------------------------------- | ------------------------------------------- | ------------------------------------------- | ---------- |
| 2011–12  | 94,038   | 15,504   | 10,512   | 13,434   | 2011–12 | Toate meciurile s-au jucat pe Iradier Arena | Toate meciurile s-au jucat pe Iradier Arena | Toate meciurile s-au jucat pe Iradier Arena | Toate meciurile s-au jucat pe Iradier Arena |            |
| 2012–13  | 189.449  | 14.381   | 7.143    | 9.971    | 2012–13 | 168.416                                     | 15.068                                      | 9.936                                       | 12.030                                      |            |
| 2013–14  | 165.412  | 14.623   | 6.824    | 9.190    | 2013–14 | 128.106                                     | 14.196                                      | 8.246                                       | 10.676                                      |            |
| 2014–15  | 160.517  | 11.246   | 7.812    | 8.918    | 2014–15 | 117.882                                     | 12.619                                      | 7.689                                       | 9.824                                       |            |
| 2015–16  | 208.276  | 15.544   | 6.729    | 9.918    | 2015–16 | 153.265                                     | 13.964                                      | 8.366                                       | 10.948                                      |            |

## Gallrie

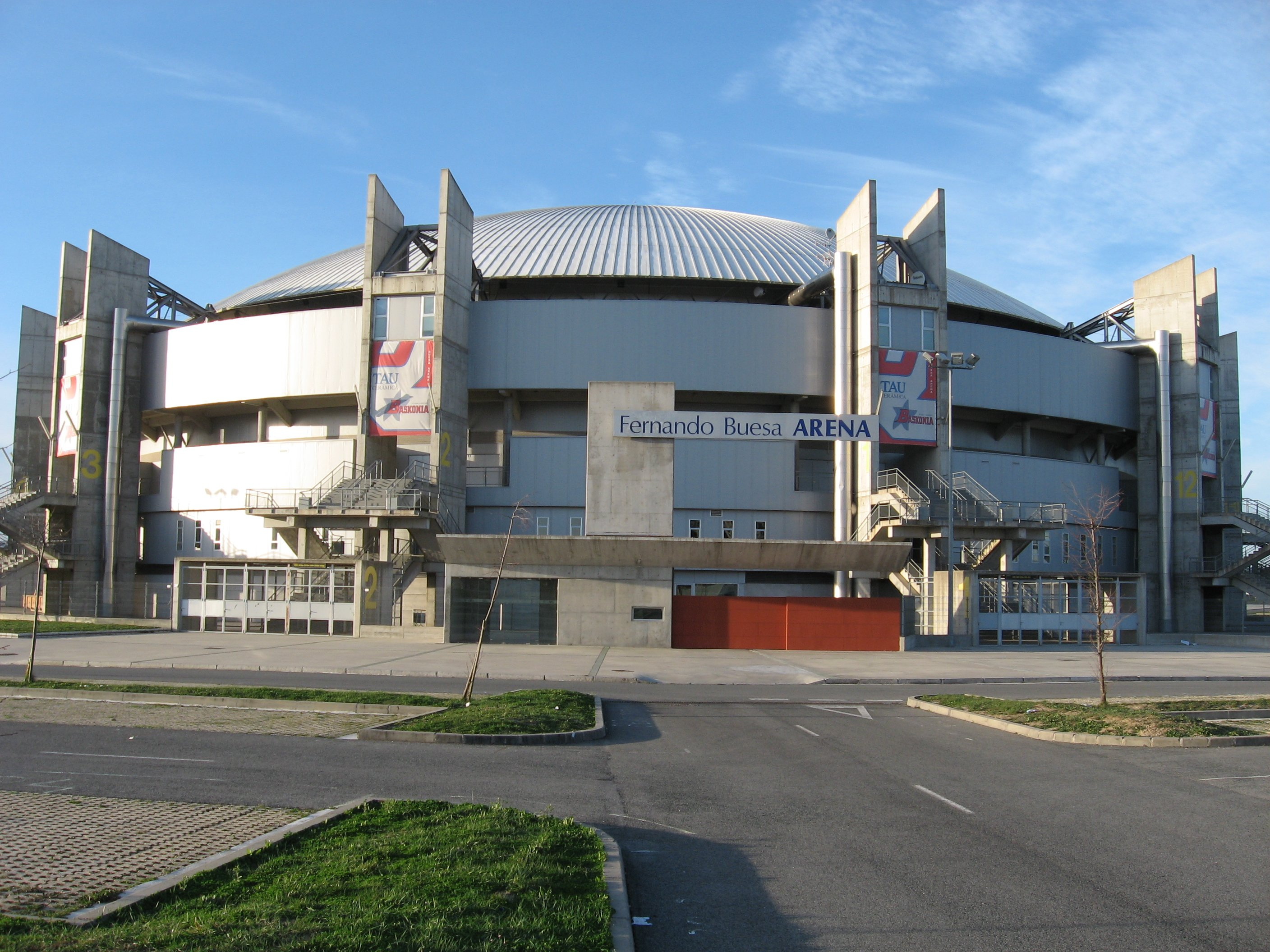
Buesa Arena în 2007
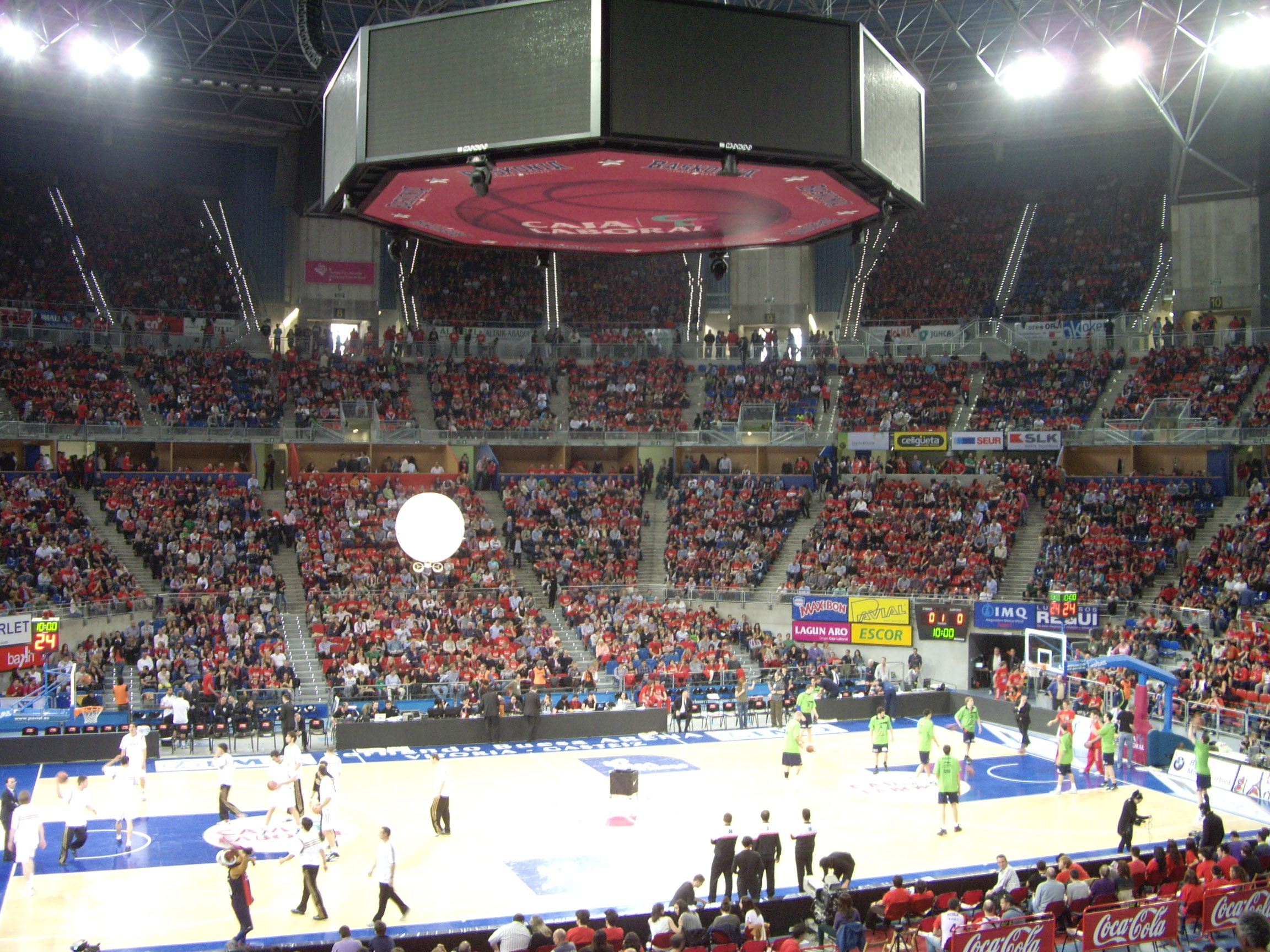
Fernando Buesa Arena, în ziua stabilirii recordului de asistență